# Live at Tramps, NYC, 1996
Albums de De La Soul
AOI: Bionix
(2001) De La Mix Tape: Remixes, Rarities and Classics
(2004)
Live at Tramps, NYC, 1996 est un album live de De La Soul, sorti le 15 mai 2004.

## Liste des titres
| No  | Titre                                | Durée |
| --- | ------------------------------------ | ----- |
| 1.  | Maseo Intro                          | 0:42  |
| 2.  | Breakadawn                           | 3:02  |
| 3.  | Supa Emcees                          | 3:09  |
| 4.  | Potholes in My Lawn                  | 2:37  |
| 5.  | Big Brother Beat (featuring Mos Def) | 3:57  |
| 6.  | Me Myself and I                      | 2:19  |
| 7.  | Shwingalokate                        | 1:48  |
| 8.  | Ego Trippin' (Part Two)              | 3:37  |
| 9.  | Oodles Of O's                        | 2:36  |
| 10. | The Bitch in Yoo (featuring Common)  | 1:37  |
| 11. | The Bizness (featuring Common)       | 4:21  |
| 12. | Itzsoweezee (HOT)                    | 2:15  |
| 13. | Buddy (featuring Jungle Brothers)    | 3:01  |
| 14. | Stakes Is High                       | 4:42  |
| 15. | Goodbyes                             | 0:49  |